# Airlines for Europe
L'Airlines for Europe (A4E) è un'organizzazione internazionale non a scopo di lucro (AISBL) di compagnie aeree europee. Lo scopo dell'organizzazione è promuovere gli interessi delle compagnie aeree europee e dei loro passeggeri.

## Storia
L'organizzazione è stata fondata il 20 gennaio 2016 ad Amsterdam alla vigilia della EU Aviation Summit dalle cinque maggiori compagnie aeree europee – Air France-KLM, easyJet, International Airlines Group, Lufthansa Group e Ryanair – per rappresentare gli interessi dei suoi membri nelle relazioni con le istituzioni europee, con le organizzazioni internazionali e con i governi locali in caso di temi riguardanti l'Unione europea.
L'A4E comprende sia compagnie aeree legacy che LCC e le prime discussioni circa la sua creazione risalgono al giugno 2015.
L'A4E, al gennaio 2017, consta di 14 membri, che rappresentano in realtà più di 25 compagnie aeree europee, che trasportano più di 550 milioni di passeggeri ogni anno e che operano con più di 2 700 aeromobili.
L'European Low Fares Airline Association – l'associazione europea delle compagnie aeree low-cost – chiude il 31 agosto 2016; il suo sito web reindirizza a quello dell'A4E.
L'A4E nasce come concorrente della Association of European Airlines; l'AEA conclude l'attività nel novembre 2016.
A seguito della chiusura dell'AEA – che rappresentava le compagnie aeree tradizionali – e dell'European Low Fares Airline Association, l'A4E è la principale associazione di compagnie aeree europee; altre associazioni europee sono l'European Regions Airline Association (ERA) – che rappresenta le compagnie aeree regionali –, l'International Air Carriers Association (IACA) – che rappresenta le compagnie aeree charter – e la European Business Aviation Association (EBAA) – che rappresenta l'aviazione d'affari –; le associazioni omologhe in altre regioni del mondo sono Airlines for America e Airlines for Australia and New Zealand.
Una delle ragioni che aveva portato alla crisi della AEA – uscita di British Airways, Iberia, Air Berlin e Alitalia nel 2015 – era il rapporto da tenere nei confronti delle compagnie aeree del golfo (principalmente Emirates Airlines, Etihad Airways e Qatar Airways), sospettate di ottenere sovvenzioni statali (anche perché le tre compagnie in questione sono interamente di proprietà statale), ma l'A4E non dovrebbe toccare questo argomento; che è invece l'obiettivo di un'altra nuova associazione: la Europeans For Fair Competition (E4FC).
Tra i temi dell'A4E figurano : lo sviluppo del cielo unico europeo (SES), gli aumenti delle tasse aeroportuali decise da governi o aeroporti e gli scioperi nel trasporto aereo promossi dai sindacati del controllo del traffico aereo (ATC); a questo proposito nel 2016 ha lanciato la campagna/petizione Keep Europe’s Skies Open.
La Airlines for Europe è registrata tra gli organismi lobbistici dell'Unione europea dal 14 marzo 2016.
Il 21 ottobre 2016, airBaltic diventa membro dell'organizzazione.
Il 26 ottobre 2016, Icelandair diventa membro dell'organizzazione.
Il 16 dicembre 2016, Cargolux diventa membro dell'organizzazione.
L'8 febbraio 2017, l'A4E tiene a Bruxelles il suo primo A4E Aviation Summit.
Il 20 giugno 2017, Travel Service (e Smartwings) diventa membro dell'organizzazione.

## Compagnie aeree
| #                  | Naz.                   | Membri                            | Hub                                          | Alleanza            | Data             | Compagnie aeree                                                                           | Frequent flyer                                                          |
| ------------------ | ---------------------- | --------------------------------- | -------------------------------------------- | ------------------- | ---------------- | ----------------------------------------------------------------------------------------- | ----------------------------------------------------------------------- |
| 10                 | Grecia (bandiera)      | Aegean                            | Atene                                        | Star Alliance       | 5 luglio 2016    | Aegean Airlines, Olympic Air                                                              | Miles & Bonus                                                           |
| 1                  | /                      | Air France-KLM*                   | Parigi, Amsterdam                            | SkyTeam             | 20 gennaio 2016  | Air France, HOP!, KLM, KLM Cityhopper, Martinair, Transavia                               | Flying Blue                                                             |
| 12                 | Lettonia (bandiera)    | airBaltic                         | Riga                                         |                     | 21 ottobre 2016  | airBaltic                                                                                 | PINS                                                                    |
| 14                 | Lussemburgo (bandiera) | Cargolux (solo cargo)             | Lussemburgo                                  |                     | 16 dicembre 2016 | Cargolux                                                                                  |                                                                         |
| 2                  | Regno Unito (bandiera) | easyJet*                          | Milano-Malpensa                              |                     | 20 gennaio 2016  | easyJet, easyJet Europe, easyJet Switzerland                                              |                                                                         |
| 6                  | Finlandia (bandiera)   | Finnair                           | Helsinki                                     | oneworld            | 25 febbraio 2016 | Finnair, Nordic Regional Airlines                                                         | Finnair Plus                                                            |
| 3                  | /                      | IAG International Airlines Group* | Londra-Heathrow, Madrid, Barcellona, Dublino | Oneworld            | 20 gennaio 2016  | Aer Lingus, BA CityFlyer, British Airways, Iberia, Iberia Express, OpenSkies, Vueling     | Executive Club/ Avios, Iberia Plus, Punto/Iberia Plus, Gold Circle Club |
| 13                 | Islanda (bandiera)     | Icelandair                        | Keflavík                                     |                     | 27 ottobre 2016  | Air Iceland, Icelandair                                                                   | Saga Club                                                               |
| 8                  | Regno Unito (bandiera) | Jet2.com                          | Leeds/Bradford                               |                     | 21 aprile 2016   | Jet2.com                                                                                  | myJet2                                                                  |
| 4                  | Germania (bandiera)    | Lufthansa Group*                  | Francoforte sul Meno                         | Star Alliance       | 20 gennaio 2016  | Austrian Airlines, Brussels Airlines, Eurowings, Lufthansa, Lufthansa Regional, SWISS     | Miles & More                                                            |
| 7                  | Norvegia (bandiera)    | Norwegian                         | Oslo–Gardermoen                              | Airlines for Europe | 25 febbraio 2016 | Norwegian Air Shuttle, Norwegian Long Haul, Norwegian Air International, Norwegian Air UK | Norwegian Reward                                                        |
| 5                  | Irlanda (bandiera)     | Ryanair*                          |                                              |                     | 20 gennaio 2016  | Ryanair                                                                                   |                                                                         |
| 11                 | Portogallo (bandiera)  | TAP Air Portugal                  | Lisbona                                      | Star Alliance       | 5 luglio 2016    | TAP Express, TAP Air Portugal                                                             | TAP Victoria                                                            |
| 15                 | Rep. Ceca (bandiera)   | Travel Service                    |                                              |                     | 20 giugno 2017   | Travel Service, Smartwings                                                                |                                                                         |
| 9                  | Spagna (bandiera)      | Volotea                           |                                              |                     | 29 aprile 2016   | Volotea                                                                                   |                                                                         |
| * membri fondatori |                        |                                   |                                              |                     |                  |                                                                                           |                                                                         |